# Tangshan
Tangshan (chinesisch 唐山市, Pinyin Tángshān Shì) ist eine wichtige Industriestadt im Nordosten der chinesischen Provinz Hebei mit 2.128.191 Einwohnern im Innenstadtbereich (Stand: Volkszählung 2010).

## Geografie

Klimadiagramm Tangshan

Tangshan liegt etwa 135 km östlich der chinesischen Hauptstadt Peking. Sie verwaltet ein Territorium von 13.615 km² mit einer Ost-West-Ausdehnung von etwa 130 km und einer Nord-Süd-Ausdehnung von etwa 150 km.
Über den die Stadt umgebenden Autobahnring ist Tangshan mit der Jingshen-Autobahn, die von Peking nach Shenyang führt, und mit der südwestlich liegenden Stadt Tianjin über die Tianjin-Autobahn verbunden.

## Bevölkerung
Die Einwohnerzahl beträgt 7.717.983 (Stand: Zensus 2020).

Ende 2016 lebten auf dem Territorium von Tangshan eine Gesamtbevölkerung von 7.596.300 Menschen. Gegenüber dem Vorjahr war die Bevölkerung um 46.771 Personen oder 0,62 % angewachsen. Es gab 82.500 Geburten und 21.300 Todesfälle. Das Geschlechterverhältnis liegt bei 102,5 Männern pro 100 Frauen.
In Tangshan leben Vertreter von 52 nationalen Minderheiten, per 2016 insgesamt 324.900 Personen. Davon sind die Mandschu mit 256.100, die Hui mit 34.100, Zhuang mit 12.100 und die Mongolen mit 11.900 Personen die wichtigsten.

## Geschichte
Tangshan wurde am 28. Juli 1976 von einem mächtigen Erdbeben erschüttert und beinahe völlig zerstört (siehe Beben von Tangshan 1976). An das Erdbeben erinnern heute eine Stele auf dem Hauptplatz im Zentrum der Stadt sowie das Erdbebeninformationszentrum, ein Museum, das sich mit Erdbeben befasst.

## Wirtschaft
Laut einer Studie aus dem Jahr 2014 erwirtschafte Tangshan ein Bruttoinlandsprodukt von 162,32 Milliarden US-Dollar in Kaufkraftparität. In der Rangliste der wirtschaftsstärksten Metropolregionen weltweit belegte die Stadt damit den 77. Platz. Das BIP pro Kopf liegt bei 20.974 US-Dollar (KKP).
Tangshan ist das Zentrum der chinesischen Stahlindustrie. 2016 wurden 91,2 Millionen Tonnen produziert und damit mehr als in den ganzen Vereinigten Staaten. Aufgrund der Schwerindustrie zählt Tangshan zu den am meisten verschmutzten Städten des Landes.
Im Jahr 2023 schlug der Seehafen von Tangshan 842,2 Mio. Tonnen Güter um, davon 333,6 Mio. Tonnen im internationalen Handel. Damit ist er der zweitgrößte Seehafen in der Volksrepublik China nach Ningbo-Zhoushan. Der Containerumschlag betrug 2023 2,1 Mio. TEU. Zum Hafen Tangshan gehören die Hafenanlagen in Jingtang, Caofeidian und Fengnan.

## Administrative Gliederung
Bei der Volkszählung 2020 setzte sich Tangshan auf Kreisebene aus sieben Stadtbezirken, vier Kreisen, drei kreisfreien Städten und vier Entwicklungsgebieten zusammen.
| Karte der Verwaltungseinheiten von Tangshan                                                                                          | Karte der Verwaltungseinheiten von Tangshan | Karte der Verwaltungseinheiten von Tangshan | Karte der Verwaltungseinheiten von Tangshan | Karte der Verwaltungseinheiten von Tangshan |
| --- | ------------------------------------------- | ------------------------------------------- | ------------------------------------------- | ------------------------------------------- |
| Lunan Lubei Guye Kaiping Fengnan Fengrun Caofeidian Luannan Laoting Qianxi Yutian Zunhua Qian’an Luanzhou Hangu Lutai Golf von Bohai |                                             |                                             |                                             |                                             |
| # | Name                                        | chin.                                       | Pinyin                                      | Einwohner (2020)                            |
| Stadtbezirke |                                             |                                             |                                             |                                             |
| 1 | Lunan                                       | 路南区                                      | Lùnán Qū                                    | 334.204                                     |
| 2 | Lubei                                       | 路北区                                      | Lùběi Qū                                    | 784.667                                     |
| 3 | Guye                                        | 古冶区                                      | Gǔyě Qū                                     | 317.932                                     |
| 4 | Kaiping                                     | 开平区                                      | Kāipíng Qū                                  | 279.432                                     |
| 5 | Fengnan                                     | 丰南区                                      | Fēngnán Qū                                  | 552.532                                     |
| 6 | Fengrun                                     | 丰润区                                      | Fēngrùn Qū                                  | 800.740                                     |
| 7 | Caofeidian                                  | 曹妃甸区                                    | Cáofēidiàn Qū                               | 352.069                                     |
| Kreisfreie Städte |                                             |                                             |                                             |                                             |
| 8 | Zunhua                                      | 遵化市                                      | Zūnhuà Shì                                  | 707.047                                     |
| 9 | Qian’an                                     | 迁安市                                      | Qiān’ān Shì                                 | 776.752                                     |
| 10 | Luanzhou                                    | 滦州市                                      | Luánzhōu Shì                                | 520.102                                     |
| Kreise |                                             |                                             |                                             |                                             |
| 11 | Luannan                                     | 滦南县                                      | Luánnán Xiàn                                | 508.538                                     |
| 12 | Laoting                                     | 乐亭县                                      | Làotíng Xiàn                                | 389.198                                     |
| 13 | Qianxi                                      | 迁西县                                      | Qiānxī Xiàn                                 | 365.615                                     |
| 14 | Yutian                                      | 玉田县                                      | Yùtián Xiàn                                 | 664.906                                     |
| Entwicklungsgebiete |                                             |                                             |                                             |                                             |
| 15 | Lutai                                       | 芦台经济技术开发区                          | Lútái jīngjì jìshù kāifā qū                 | 043.558                                     |
| 16 | Hangu                                       | 汉沽管理区                                  | Hàngū guǎnlǐ qū                             | 052.550                                     |
| 17 | Hightech-Entwicklungszone                   | 高新技术产业开发区                          | Gāoxīn jìshù chǎnyè kāifā qū                | 423.676                                     |
| 18 | Haigang (Seehafen-Entwicklungszone)         | 海港经济开发区                              | Hǎigǎng jīngjì kāifā qū                     | 098.218                                     |

Auf Gemeindeebene bestehen obengenannte Verwaltungseinheiten aus 45 Gemeinden und 132 Großgemeinden, auf Dorfebene aus 5405 Dörfern und 54 Einwohnergemeinschaften.

## Städtepartnerschaften
- Malmö, Schweden, seit 1987
- Sakata, Japan, seit 1990
- Lincoln, Vereinigtes Königreich, seit 1992
- Cedar Rapids, Vereinigte Staaten, seit 1997